# Maccabi Herzlia
Der Fußball-Club Maccabi Herzlia (Hebräisch: מועדון כדורגל מכבי הרצליה, Moadon Kaduregel Maccabi Herzlia) – in vielen Listen auch als Maccabi Herzliya oder Maccabi Herzeliya aufgeführt – ist ein Fußballklub aus der israelischen Küstenstadt Herzlia, welche sich zusehends in einen Nobelvorort der südlich gelegenen Mittelmeermetropole Tel Aviv transformiert. Die Vereinsfarben des 1936 begründeten Clubs sind Schwarz und Gelb.
Maccabi Herzlia spielte von 2006 bis 2008 in der höchsten israelischen Liga, der Ligat ha’Al, an deren Spielbetrieb der Club schon von 1993 bis 2000 teilgenommen hatte.
Im Vereinswappen ist der Davidstern in der Ausführung der Maccabi Bewegung prominent deren Ziel die Förderung des Bewusstseins der jüdischen Jugend für religiöse, kulturelle und nationale Werte ist. Der Begriff Maccabi wird vom Namen einer Priesterfamilie, den Makkabäern abgeleitet, deren Mitglieder als Freiheitskämpfer angesehen sind.

## Geschichte
Die Gründung des Vereins lässt sich zwar formell auf das Jahr 1936 zurückverfolgen, doch ein nachhaltiger Sportbetrieb besteht erst seit den 1950er Jahren als in Herzlia und Nachbarorten systematisch sportbegeisterte Jugendliche rekrutiert wurden.
In jenen Jahren entwickelte sich schon bald eine heftige Rivalität mit dem der Arbeiterbewegung nahestehenden Ortsrivalen Hapoel Herzlia, der durchaus auch des Öfteren gewalttätige Entladung widerfuhr.
Über lange Jahre hinweg spielten beide Vereine gemeinsam in einer der unteren Amateurligen und bis in die 1970er Jahre behielt dabei Hapoel meist die Oberhand.
Danach folgte sukzessive der Aufstieg des Clubs, der bis in die zweite Spielklasse Israels führte. Ein vereinsinterner Korruptionsskandal gebot dem aber zwischenzeitlich Einhalt. Einem notwendig gewordenen Generalausverkauf des Spielermaterials folgte der Absturz in die vierte Liga. Mit der Unterstützung von örtlichen Geschäftsleuten und des Bürgermeisters Landau konnte sich der so sanierte Verein aber bald erholen und stieg 1993 sogar erstmals in die erste Liga Israels auf.
Nach Landaus Rückzug vom Bürgermeisteramt und auch einem sonst rückläufigen Budget musste der Club 2000 aber nach sieben Jahren wieder in die zweite Spielklasse absteigen. Nachdem Ariel Sheiman, ein vormaliger Torhüter Maccabis, neuer Präsident wurde gelang aber eine Konsolidierung der Vereinsfinanzen und ein neuer sportlicher Höhenflug folgte.
Das Vordringen des seinerzeitigen Zweitligisten in das Finale des israelischen Pokals 2005 ist hierbei ein großer Höhepunkt, hier musste sich Maccabi Herzlia nach einem Spielstand von 2:2 nach Verlängerung erst im Elfmeterschießen gegen den renommierteren Namensgenossen Maccabi Tel Aviv geschlagen geben. Im Jahr darauf gelang schließlich auch wieder der Aufstieg in die erste Liga.
Der formell größte Erfolg bislang ist der Gewinn des Ligapokals von Israel – nach dem Sponsoren Toto-Cup genannt, ein mit einer Prämie von ca. 100.000 US-Dollar bedachtes Vorsaison-Turnier. Der Titel wurde durch einen 2:1-Sieg nach Verlängerung im Finale gegen den Nachbarortsverein Hapoel Kfar Saba errungen.

## Stadion

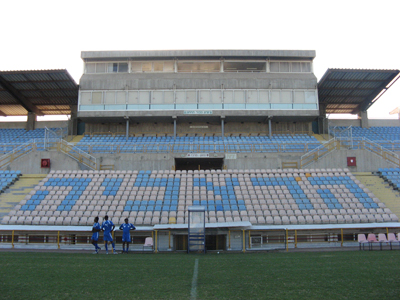
Herzliya lautet die Aufschrift auf der Haupttribüne

Maccabi Herzliya trägt seine Heimspiele im 1973 erbauten und nahe der Ortsmitte gelegenen Herzlia-Stadtstadion aus. Das Stadion, in Anlehnung an das berühmte Stadion von Buenos Aires auch volksmundig Bomboniera ("Hbonbonira") genannt, wurde in den letzten Dekaden sukzessive auf 9.000 Sitzplätze ausgebaut und befindet sich im gemeinsamen Eigentum von Maccabi und dem Ortsrivalen Hapoel Herzliya, welcher derzeit in der viertklassigen Liga Alef (A-Liga) spielt. Das Stadion ist auch Heimstätte der israelischen Olympia- und Jugendauswahlmannschaften.
Vor dem Stadionbau trug Maccabi seine Spiele auf einer Sandanlage auf der Hess-Straße aus.

## Erfolge
- Israelischer Fußballpokal: Finalist 2005
- Israelischer Ligapokal: 2007

## Spieler
Der brasilianische Innenverteidiger  Marcio Giovanini, der 2002 beim 1. FC Saarbrücken spielte, schloss sich zu Beginn der Saison 2007/08 Maccabi an.
- Adi Sofer (2003–2006) Jugend, (2006–2011) Spieler